# Assassins
Assassins (engelskt ord för lönnmördare) är en musikal med sånger av Stephen Sondheim.
Liksom många av Sondheims musikaler har den ingen konventionell handling, utan en tematisk form. Den berättar om personer som genom historiens lopp planerat och försökt mörda USA:s president.
Den hade premiär 1990 på Broadway i New York City.

## Personer
Fiktiva
- Föreståndaren: en vapenförsäljare som förser mördarna med vapen i musikalens början
- Berättaren: berättaren som förser publiken med mördarnas historia
- Ensemble: åskådare, kör med mera

Historiska personer
- John Wilkes Booth: mördade president Abraham Lincoln
- David Herold: John Wilkes Booths medhjälpare i mordet på Abraham Lincoln
- Charles J. Guiteau: mördade president James Garfield
- James Garfield: USA:s tjugonde president
- James G. Blaine: USA:s utrikesminister, som fick ett stort antal brev från Charles Guiteau
- Leon Czolgosz: mördade president William McKinley
- Emma Goldman: anarkist känd för sin politiska aktivism och som också flera gånger kontaktades av Leon Czolgosz
- Giuseppe Zangara: försökte mörda president Franklin D. Roosevelt
- Lee Harvey Oswald: mördade president John F. Kennedy
- Samuel Byck: försökte mörda president Richard Nixon
- John Hinckley, Jr.: försökte mörda president Ronald Reagan
- Lynette "Squeaky" Fromme: försökte mörda president Gerald Ford
- Sara Jane Moore: försökte mörda president Gerald Ford
- Gerald Ford: USA:s trettioåttonde president
- Billy: Sara Jane Moores son

## Svenska uppsättningar
Den professionella Skandinavienpremiären ägde rum på Södra teatern i Stockholm 8 januari 2013 i regi av Staffan Aspegren. 
- Petter Isaksson: John Wilkes Booth
- Joakim Jennefors: Charles J. Guiteau
- Felix Engström: Leon Czolgosz
- Ole Alexander Bolstad Bang: Giuseppe Zangara
- Nils Bergstrand: Berättaren/Lee Harvey Oswald
- Michael Jansson: Samuel Byck
- Sonny Enell: John Hinckley
- Karin Mårtensson: Lynette "Squeaky" Fromme
- My Blomqvist Olsberg: Sara Jane Moore/Emma Goldman
- Mattias Söderhielm: Föreståndaren

Första Svenska framförandet ägde rum som slutproduktion på Balettakademien i Göteborg 2004, i regi och översättning av Erik Fägerborn.